# Czernica (powiat Wrocławski)
Czernica (Duits: Tschime) is een dorp in het Poolse woiwodschap Neder-Silezië, in het district Wrocławski. De plaats maakt deel uit van de gemeente Czernica en telt 1000 inwoners.